# Vandellia hookeri
Vandellia hookeri är en tvåhjärtbladig växtart som beskrevs av C. B. Cl. och Joseph Dalton Hooker. Vandellia hookeri ingår i släktet Vandellia och familjen Linderniaceae. Inga underarter finns listade i Catalogue of Life.